# Bromure de phénacyle
Le bromure de phénacyle ou la bromoacétophénone est un composé chimique aromatique organobromé. C'est un produit chimique fortement irritant et lacrymogène, comme son homologue le chlorure de phénacyle.

## Historique
La bromoacétophénone a été mentionnée pour la première fois en 1871 par A. Emmerling et C. Engler.

## Propriétés
Chimiquement la bromoacétophénone réagit comme un mélange de cétone aromatique/aliphatique. Sous sa forme pure, la bromoacétophénone forme des cristaux orthorhombiques incolores, mais le produit technique est un solide jaune-brun.
Son point de fusion est proche de 50 °C. Son action lacrymogène oblige à rincer abondamment avec de l'eau en cas de contact avec les yeux.

## Synthèse
La bromoacétophénone peut être synthétisée par la bromation de l'acétophénone, :
C6H5C(O)CH3  +  Br2  →  C6H5C(O)CH2Br  +  HBr.
Il est également possible de l'obtenir par acylation de Friedel-Crafts du benzène avec le bromure de bromoacétyle catalysée par le chlorure d'aluminium.

## Utilisations
La bromoacétophénone est principalement utilisée comme intermédiaire pour la production de produits pharmaceutiques et autres composés chimiques (par exemple, des indoles dans la synthèse de Bischler-Möhlau de l'indole).